# Robert Fàbregas i Ripoll

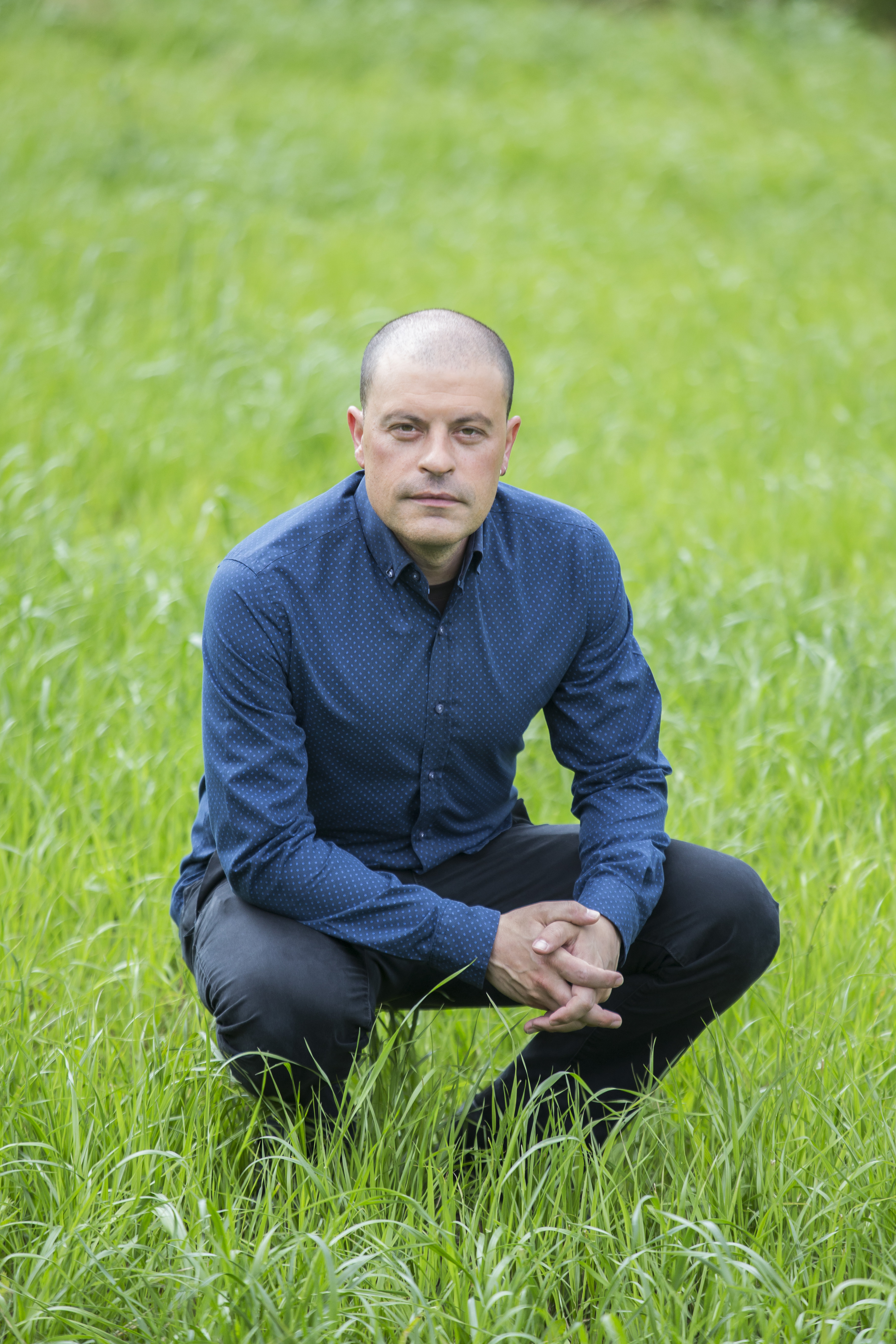

Robert Fàbregas i Ripoll (Salt, 1978) és un escriptor català. Ha escrit a la revista La Farga, a la publicació transfronterera Culturae i a la Revista del GEiEG. Ha participat en la publicació sobre la història de Salt L'Abans: Recull gràfic de Salt 1960-1985 (Efadós, 2017) i ha escrit guions per a obres de teatre, curtmetratges i esdeveniments relacionats amb la mitologia.
És Diplomat en Educació Social per la Universitat de Girona i ha realitzat tres Postgraus en Cultura Contemporània a la Universitat Oberta de Catalunya. Dirigeix des de l'any 2011 Les Bernardes, però durant molts anys va ser tècnic de Joventut a diferents municipis del Pla de l'Estany, especialment a les poblacions de Serinyà i Fontcoberta. Entre el 2003 i el 2015 va ser regidor de l'Ajuntament de Salt on va desenvolupar diferents responsabilitats en el govern de la ciutat, principalment a les àrees de cultura i educació. L'any 2014 va ser el comissari de l'Any Sunyer en homenatge a Salvador Sunyer i Aimeric, escriptor i polític català. El 2023 es presentà com a candidat a l'alcaldia de Salt, però cinc mesos després abandonà la vida política per problemes de salut.
Sota la seva direcció l'Espai de Cultura Contemporània Les Bernardes de la Diputació de Girona ha experimentat una profunda renovació, essent un centre de referència del pensament contemporani. Ha coordinat mostres d'artistes com Man Ray, Andy Warhol, Tino Casal, Miquel Barceló, Jack Kerouac, Rossy de Palma, Axel Munthe, Wilhem von Gloeden, Arvo Pärt o Remedios Varo, entre molts altres.
L'agost del 2023 va rebre el premi al jove intel·lectual europeu de l'any dins el marc del Festival de Cinema de Locarno a Suïssa.

## Llibres publicats
- Èol o la vida al vent,[5] El Cep i la Nansa Edicions. Any 2015.

- Les Banyes de Capricorn,[6] El Cep i la Nansa Edicions. Any 2016.
- En un grapat de Lluna,[7] un recull de contes i narracions. El Cep i la Nansa Edicions. Any 2017.
- El mar de l'Est[8], Rupes Nigra Edicions. Any 2018.
- El somni de l'astrònom, Edicions del Reremús. Any 2021.
- Hikikomori. Escrits des del refugi, El Cep i la Nansa Edicions. Any 2022.

Edicions del Reremús
Edicions del Reremús
L'any 2019 funda Edicions del Reremús, una editorial saltenca, catalana, universal i independent: "pretenem que els nostres llibres es corresponguin amb la nostra manera de veure el món i entendre la vida." L'editorial publica escriptors i escriptores del poble de Salt (o que hi tinguin relació) i les traduccions del Trascendental Club, majoritàriament.